# Springfield Modelo 1855
El Springfield Modelo 1855 era un fusil de avancarga ampliamente utilizado durante la guerra de Secesión. Hacía uso de las ventajas de la nueva bala Minié cónica, que podía ser letal a más de 910 m (1000 yardas). Fue el fusil estándar del Ejército de la Unión y el Ejército de los Estados Confederados, hasta que fue reemplazado por el Springfield Modelo 1861 al observarse la escasa resistencia a la humedad de las cintas de papel empleadas en el cebador de cinta Maynard.

## Historia y desarrollo

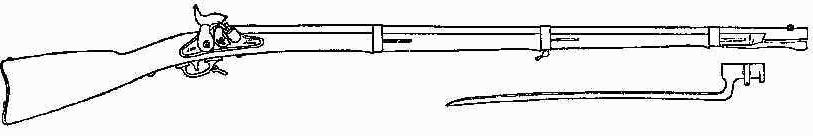
Ilustración de un Springfield Modelo 1855 y su bayoneta, de Rules for Management & Cleaning of the Rifle Musket – Model 1855, Washington Government Printing Office, 1862.

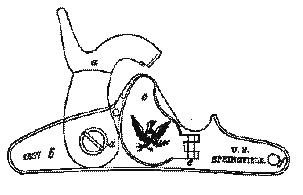
Ilustración de la llave de percusión y el cebador de cinta Maynard de un Springfield Modelo 1855, de Rules for Management & Cleaning of the Rifle Musket – Model 1855, Washington Government Printing Office, 1862.

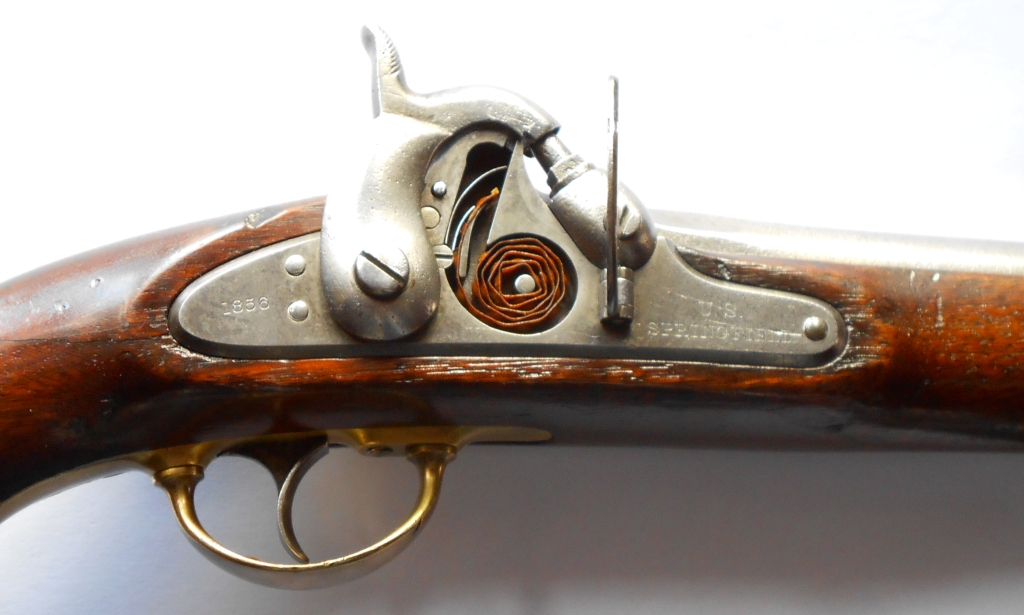
Springfield Modelo 1855 con el cebador de cinta Maynard abierto.

El Modelo 1855 era un fusil de avancarga empleado a mediados del siglo XIX. Fue fabricado por el Arsenal de Springfield en Massachusetts y en el Arsenal de Harpers Ferry en Virginia (hoy Virginia Occidental), además del Arsenal de Whitney.
Los anteriores mosquetes tenían cañones de ánima lisa y estaban equipados con llaves de chispa. En la década de 1840, las poco fiables llaves de chispa fueron reemplazadas por las llaves de percusión más fiables y resistentes a la humedad. El cañón de ánima lisa y la imprecisa bala esférica también fueron reemplazados por cañones con ánima estriada y la recién inventada bala Minié. Mientras los viejos mosquetes tenían un alcance efectivo de 46-91 m (50-100 yardas), el Modelo 1855 tenía un alcance efectivo de 370 m (400 yardas) y era letal a más de 910 m (1.000 yardas).
Emulando al Enfield Modelo 1853 y al fusil Lorenz, el cañón del Modelo 1855 tenía un calibre de 15 mm, que era más pequeño que el de los anteriores mosquetes. El mosquete Modelo 1816 y todos sus derivados hasta el Springfield Modelo 1842 habían sido de calibre 17,5 mm, como casi todos los mosquetes europeos desde el siglo 18, pero las pruebas llevadas a cabo por el Ejército de los Estados Unidos demostraron que una bala Minié de calibre 15 mm era más precisa al momento del disparo.
El Modelo 1855 también estaba equipado con el cebador de cinta Maynard, que fue un intento por mejorar la llave de percusión. En lugar de emplear cápsulas fulminantes individuales, que debían situarse sobre la chimenea del fusil en cada disparo, el sistema Maynard empleaba una cinta de papel que contenía discos de fulminato de mercurio y era movida automáticamente cada vez que se amartillaba el fusil, de forma similar al mecanismo de una moderna pistola de fulminante. Aunque la pólvora y la bala Minié todavía eran cargadas de forma convencional, el sistema de cinta fue diseñado para automatizar la ubicación de la cápsula fulminante e incrementar la cadencia de disparo del fusil.
El cebador de cinta Maynard formaba una característica joroba debajo del martillo del Modelo 1855. El fusil también podía emplear cápsulas fulminantes si la cinta de papel no estaba disponible. Jefferson Davis, el Secretario de Guerra en aquel entonces, autorizó la adopción del cebador de cinta Maynard para el Modelo 1855.
En campaña, el cebador de cinta Maynard demostró ser poco fiable. Las pruebas llevadas a cabo entre 1859 y 1860 hallaron que la mitad de los fulminantes no detonaron y también registraron que los muelles del cebador no movían adecuadamente la cinta.
Pero el principal problema era la propia cinta de papel. A pesar de ser publicitada como impermeable, demostró ser susceptible a la humedad. Un intento de remediar este problema fue reemplazar el papel por delgadas láminas de metal, pero a pesar de esta mejora, el Departamento de Armamentos del Ejército de los Estados Unidos abandonó el cebador de cinta Maynard y volvió a emplear la llave de percusión estándar en los posteriores fusiles de avancarga, tales como el Springfield Modelo 1861.
La mayoría de fusiles Modelo 1855 fueron empleados durante la guerra de Secesión con cápsulas fulminantes estándar.
Se produjeron aproximadamente 75.000 fusiles Springfield Modelo 1855.
Las maquinarias empleadas para la fabricación del Modelo 1855 en el Arsenal de Harpers Ferry fueron capturadas por el Ejército Confederado a inicios de 1861. Estas maquinarias fueron llevadas al Arsenal de Richmond, donde formaron la columna vertebral de la industria armamentística confederada. También fueron llevadas al Arsenal de Fayetteville, Carolina del Norte, donde produjeron un buen número de fusiles durante la guerra. En estos arsenales se produjeron los fusiles Richmond y Fayetteville, dos de los mejores fusiles producidos por los Estados Confederados.
El Springfield Modelo 1855 fue producido desde 1856 hasta 1860, siendo el fusil estándar del Ejército Regular en los años previos a la guerra de Secesión.
La necesidad de grandes cantidades de armas al inicio de la guerra de Secesión hizo que el Modelo 1855 fuese simplificado al retirarle el cebador de cinta Maynard y hacerle otras modificaciones menores, a fin de reducir su costo de producción e incrementar las unidades producidas, dando origen al Modelo 1861. El Modelo 1855 era el mejor fusil disponible al inicio de la guerra, ya que tomó cierto tiempo hasta que los fusiles Modelo 1861 fueron construidos y distribuidos a las tropas de primera línea. Sin embargo, menos de 80.000 fusiles Modelo 1855 fueron fabricados para cuando empezó la guerra. Algunos fueron destruidos cuando las tropas confederadas capturaron el Arsenal de Harpers Ferry en abril de 1861, mientras que varios miles estaban en manos confederadas. Se enviarion a California aproximadamente 10.000 fusiles, poniéndolos fuera del alcance de la Unión.

## Primer empleo en combate
El Springfield Modelo 1855 fue empleado en combate por primera vez en el Noroeste del Pacífico en setiembre de 1858, en la batalla de Four Lakes (Llanos de Spokane) donde las tribus del norte superaban numéricamente a los soldados estadounidenses. Los nativos norteamericanos fueron eliminados por los soldados estadounidenses armados con el Modelo 1855 antes de que los nativos pudiesen tenerlos al alcance de sus mosquetes. El teniente Lawrence Kip escribió: "Extrañamente, ninguno de nuestros hombres fue herido... Esto se debía a los fusiles de largo alcance empleados por primera vez por nuestras tropas... Si esos hombres hubiesen estado armados con aquellos [mosquetes] empleados previamente, el resultado del combate, así como nuestras bajas, habrían sido muy diferentes, porque el enemigo nos superaba en número y tenía todo el valor que usualmente atribuimos a los indios salvajes. Pero entraron en pánico por el efecto de nuestros disparos a distancias tan lejanas."

## Variantes

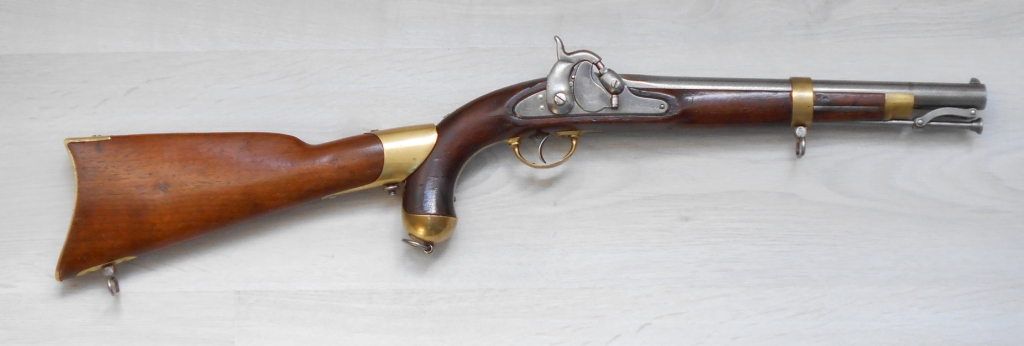
Pistola-carabina Springfield Modelo 1855.

El Springfield Modelo 1855 es generalmente mencionado como un mosquete de ánima estriada, porque tiene la misma longitud que los mosquetes que reemplazó. Su cañón tiene una longitud de 1.000 mm (40 pulgadas) y su longitud total es de 1.400 mm (56 pulgadas). Tres abrazaderas sujetan el cañón al guardamanos. También se produjo una versión más corta con dos abrazaderas, generalmente mencionada como carabina Harpers Ferry Modelo 1855. Esta carabina tiene un cañón de 840 mm (33 pulgadas) de largo y su longitud total es de 1.200 mm (49 pulgadas).
También se produjo una pistola-carabina a partir del Modelo 1855.
El Modelo 1855 fue modificado en 1858 para incluir un alza más sencilla (pivotante, con dos aberturas), una caja de tacos en el lado de la culata y un remate de hierro para reemplazar al de latón. Esta variante es mencionada a veces como Tipo II, mientras que el modelo anterior fue designado Tipo I.